# Distrito Escolar de Port Chester
El Distrito Escolar de Port Chester (Port Chester School District) o Escuelas Públicas de Port Chester (Port Chester Public Schools), oficialmente el Distrito Escolar Libre de Unión de Port Chester-Rye (Port Chester-Rye Union Free School District), es un distrito escolar de Nueva York. Tiene su sede en Port Chester. También sirve 30% del área de Rye Brook.
In 2000 tenía 3.385 estudiantes.